# Kaldera

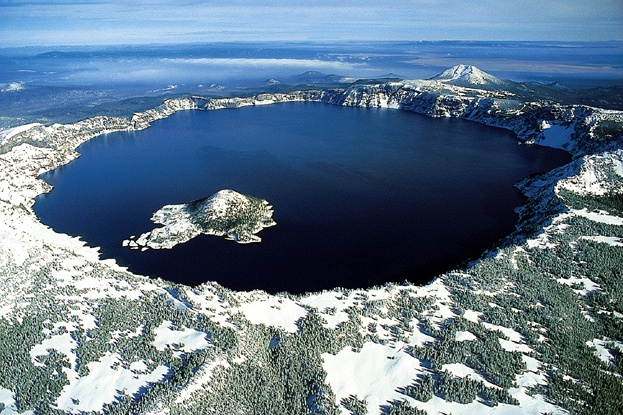
Zdjęcie kaldery Mount Mazama

Kaldera – wielkie zagłębienie w szczytowej części wulkanu, powstałe wskutek gwałtownej eksplozji niszczącej górną część stożka wulkanicznego (np. Krakatau, Mount St. Helens), albo wskutek zapadnięcia się stropu komory pomagmowej wraz ze stożkiem wulkanicznym (np. Kīlauea i Mauna Loa na Hawajach). W wyniku dalszej działalności wulkanicznej w kalderze przeważnie tworzy się nowy stożek wulkaniczny. Jedną z największych na świecie (o średnicy 10 km) jest kaldera Santorynu w Grecji oraz krater Ngorongoro w północnej Tanzanii o powierzchni ok. 265 km². Za największe na świecie kaldery uważa się kalderę w Toba na Sumatrze oraz kalderę Yellowstone w Parku Narodowym Yellowstone w USA.